# Национальный орден Почёта и Заслуг
Национальный орден Почёта и Заслуг – высшая государственная награда Республики Гаити.

## История
Национальный орден Почёта и Заслуг был учреждён 28 мая 1926 года.
Обычно орден вручается иностранным гражданам по протокольным случаем и дипломатам. За выдающиеся заслуги перед государством орден может быть вручен гаитянцам.

## Степени
Орден имеет шесть классов:
- Кавалер Большого креста с золотой звездой – знак на чрезплечной ленте и золотая звезда на левой стороне груди.
- Кавалер Большого креста с серебряной звездой – знак на чрезплечной ленте и серебряная звезда на левой стороне груди.
- Великий офицер – знак ордена на нагрудной ленте с розеткой и серебряная звезда на правой стороне груди.
- Командор – знак ордена на шейной ленте.
- Офицер – знак ордена на нагрудной ленте с розеткой.
- Кавалер – знак ордена на нагрудной ленте.

| Ленты                   |              |          |        |         |
| Кавалер Большого креста | Гранд-офицер | Командор | Офицер | Кавалер |

## Описание
Знак ордена – золотой мальтийский крест белой эмали с круглым медальоном в центре с каймой синей эмали. В золотом медальоне рельефное изображение государственного герба. На кайме надпись по окружности: «MEDAILLE HONNEUR ET MARITE», внизу пятиконечная звёздочка.
Реверс знака аналогичен аверсу, за некоторым исключением:
- в центре медальона надпись в две строки «REPUBLIQUE / D’ HAITI»;
- на кайме надписи: вверху - «LIBERTE EGALITE», внизу – «FRATERNITE».

Знак при помощи кольца крепится в орденской ленте.
Звезда ордена аналогична знаку, но большего размера и без эмали с бриллиантовыми гранями. Изготавливается из металла в соответствии со своим классом. На кайме медальона государственный девиз: «L’ UNION FAIT LA FORCE» (Союз создает силу).

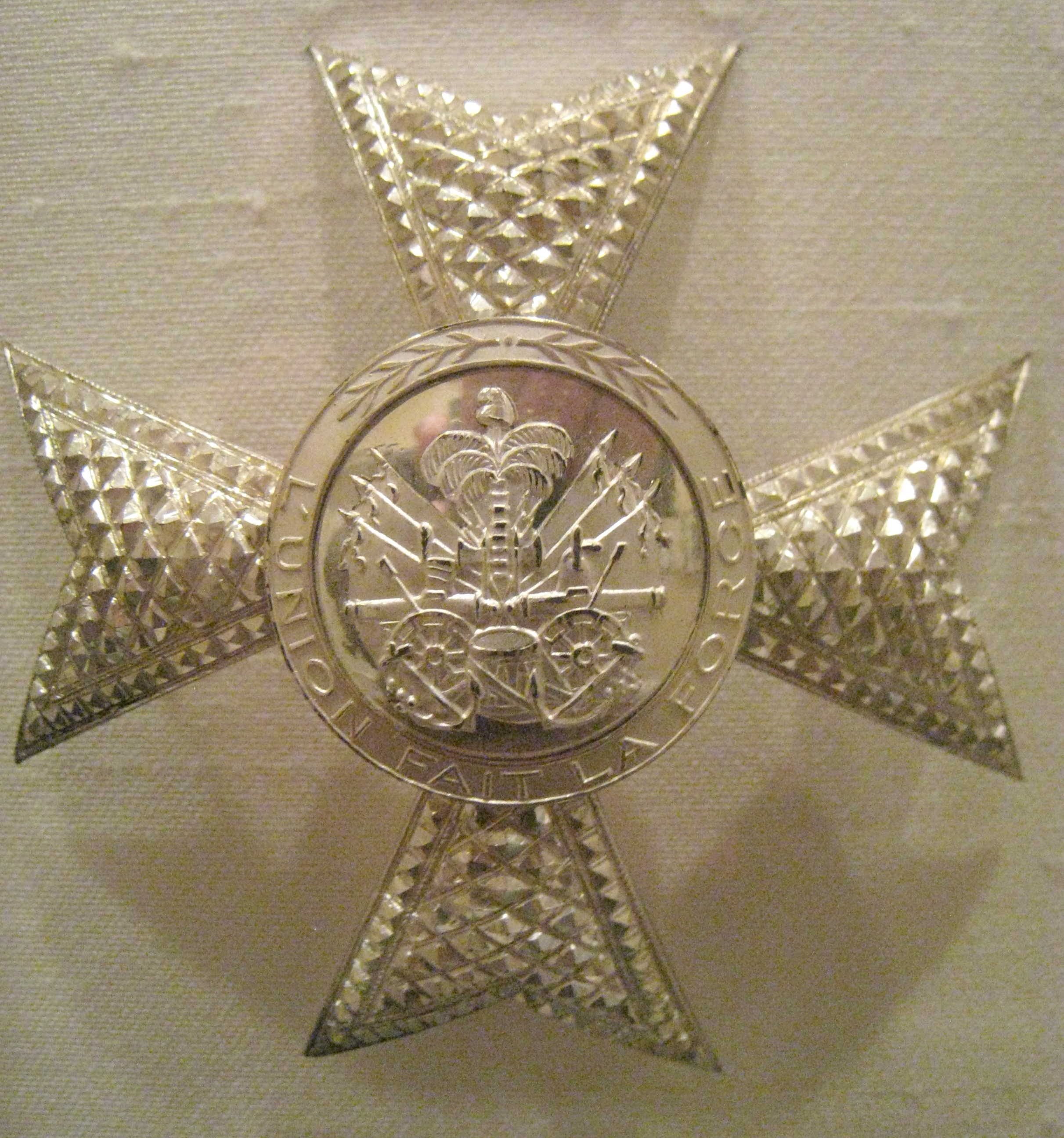
Звезда ордена класса Великого офицера

Лента ордена шёлковая муаровая голубого цвета с красными полосками по краям.